# Din l-Art Ħelwa
Le Din l-Art Ħelwa (en anglais : National Trust of Malta) est une organisation bénévole non gouvernementale à but non lucratif, créée en 1968 par le juge maltais Maurice Caruana Carron dans le but de protéger le patrimoine culturel et l'environnement naturel de Malte. Depuis sa fondation, Din l-Art Ħelwa a restauré de nombreux sites culturels d'importance historique et environnementale. L'organisation promeut la préservation et la protection des bâtiments et monuments historiques, du caractère des villes et des villages de Malte et des lieux d'une grande beauté naturelle. Ils soutiennent l'application des lois existantes et l'adoption de nouvelles lois pour la protection du patrimoine naturel et bâti de Malte.

## Nom et bureaux
Le nom de l'organisation est dérivé du premier couplet de L-Innu Malti, l'hymne national maltais: « Lil din l-art ħelwa ...» (cette belle terre).
Les bureaux de Din l-Art Ħelwa se trouvent au 133, rue Melita à La Valette. Le bâtiment fait partie d'une grande maison de ville située au 130-135, rue Melita (anciennement Strada Britannica). En 1816, une partie de la maison appartenait à Maria Stivala. La propriété appartint plus tard à Antonio Giappone, puis à Giuseppe Apap.

## Propriétés gérées
Din l-Art elwa gère les propriétés suivantes à Malte :
- Une partie du Palazzo Nobile, le siège de l'organisation
- Foresta 2000, un site de boisement à Mellieħa
- La Tour de Wignacourt à San Pawl il-Baħar
- La Tour Saint-Marc à Baħar iċ-Ċagħaq
- Les Jardins historiques du bastion de Msida à Floriana
- La Tour Mamo à Marsaskala
- La Tour Għallis à Salina
- La Tour Sainte-Agathe à Mellieħa
- Le Phare de Delimara sur la péninsule de Delimara
- La chapelle de l'Annonciation à Iż-Żurrieq
- La chapelle Saint-Jean-l'Évangéliste à Iż-Żurrieq
- L'église Saint-Roque à Ħaż-Żebbuġ
- La chapelle Sainte-Marie à Il-Gudja

Les biens suivants appartenant à Din l-Art Ħelwa se trouvent à Gozo :
- La Tour de Dwejra près de San Lawrenz
- La Batterie Saint-Anthony à Il-Qala

Les biens suivants appartenant à Din l-Art Ħelwa se trouvent à Comino :
- La Tour Sainte-Marie
- La Batterie Sainte-Marie